# Hycleus
Hycleus là một chi bọ cánh cứng trong họ Meloidae.
Chi này được miêu tả khoa học năm 1817 bởi Latreille in Cuvier. Chi này chứa hơn 400 loài, trong lịch sử đã bị nhầm lẫn với chi Mylabris.
Ở miền bắc Nigeria, sự phá hoại nặng nề của Hycleus terminatus, Hycleus fimbriatus, Hycleus hermanniae và Hycleus chevrolati đã ảnh hưởng đến việc trồng Pennisetum glaucum.

## Các loài
Các loài trong chi này gồm:
- - Hycleus aegyptiacus (Marseul, 1870)
  - Hycleus allardi (Marseul, 1870)
  - Hycleus apicipennis (Reiche, 1865)
  - Hycleus arabicus (Pallas, 1781)
  - Hycleus belli (Borchmann, 1940)
  - Hycleus higuttatus (Gebler, 1841)
  - Hycleus bipunctatus (A. G. Olivier, 1811)
  - Hycleus birecurvus (Marseul, 1870)
  - Hycleus bistillatus (Tan, 1981)
  - Hycleus burchmannianus (Kaszab, 1983)
  - Hycleus brevetarsalis (Kaszab, 1960)
  - Hycleus chodschenticus (Ballion, 1878)
  - Hycleus cingulatus (Faldermann, 1837)
  - Hycleus colligatus (L. Redtenbacher, 1850)
  - Hycleus concinnus (Marseul, 1870)
  - Hycleus curticornis (Pic, 1919)
  - Hycleus damohensis (Saha, 1979)
  - Hycleus diversesignatus (Pic, 1919)
  - Hycleus dohrni (Marseul, 1872)
  - Hycleus dolens (Marseul, 1870)
  - Hycleus esfandiarii (Kaszab, 1969)
  - Hycleus flavohirtus (Kaszab, 1958)
  - Hycleus gratiosus (Marseul, 1870)
  - Hycleus hanguensis (Kaszab, 1958)
  - Hycleus himalayaensis (Saha 1979)
  - Hycleus hokumanensis (Kon6, 1940)
  - Hycleus horai (Saha, 1972)
  - Hycleus infasciculatus (Pic, 1929)
  - Hycleus japonicus (Sumakov, 1913)
  - Hycleus javeti (Marseu1, 1870)
  - Hycleus kirgisicus (Aksentjev & Sadykova, 1990)
  - Hycleus lacteus (Marseul, 1870)
  - Hycleus ligatus (Marseu1, 1870)
  - Hycleus lindbergi (Kaszab, 1973)
  - Hycleus linnavuorii (Pardo Alcaide, 1963)
  - Hycleus mannheimsi (Kaszab, 1961)
  - Hycleus mediozigzagus (Pic, 1924)
  - Hycleus mediobipunctatus (Pic, 1919)
  - Hycleus mediofasciatellus (Pic, 1908)
  - Hycleus medioinsignatus (Pic, 1909)
  - Hycleus nigrohirtus (Kaszab, 1983)
  - Hycleus ocellaris (A. G. Olivier, 1795)
  - Hycleus ornatus (Reiche, 1865)
  - Hycleus parvulus (Friva1dszky, 1892)
  - Hycleus phaleratus (Pallas, 1781)
  - Hycleus pierrei (Kaszab, 1968)
  - Hycleus pitcheri (Kaszab, 1983)
  - Hycleus postbilunulatus (Pic, 1919)
  - Hycleus posticatus (Fairmaire, 1892)
  - Hycleus praeustus (Fabricius, 1793)
  - Hycleus pseudobrunnipes (Kaszab, 1983)
  - Hycleus pustulatus (Thunberg, 1791)
  - Hycleus quatuordecimpunctatus (Pallas, 1781)
  - Hycleus raphael (Marseu1, 1876)
  - Hycleus rotroui (Pic, 1930)
  - Hycleus rubricollis (Marseul, 1875)
  - Hycleus scabratus (Klug, 1845)
  - Hycleus scapularis Klug, 1845)
  - Hycleus schauffelei (Kaszab, 1957)
  - Hycleus schoenherri (Billberg, 1813)
  - Hycleus sialanus (Pic, 1929)
  - Hycleus silbermanni (Chevrolat, 1838)
  - Hycleus solanensis (Saha, 1979)
  - Hycleus soumacovi (Pic, 1930)
  - Hycleus subparallelus (Pic, 1919)
  - Hycleus talhouki (Kaszab, 1983)
  - Hycleus talyshensis (Sumakov, 1929)
  - Hycleus tekkensis (Heyden, 1883)
  - Hycleus tenuepictus (Fairmaire, 1892)
  - Hycleus theryanus (Pic, 1940)
  - Hycleus thunbergi (Billberg, 1813)
  - Hycleus tigripennis (Marseul, 1870)
  - Hycleus trianguliferus (Heyden, 1883)
  - Hycleus varius (A. G. Olivier, 1811)
  - Hycleus wagneri (Chevrolat, 1838)